# Некрасовка (Башкортостан)
Некра́совка (баш. Некрасовка) — деревня в Гафурийском районе Башкортостана, входит в состав Имендяшевского сельсовета.

## Географическое положение
Расстояние до:
- районного центра (Красноусольский): 46 км,
- центра сельсовета (Карагаево): 3 км,
- ближайшей ж/д станции (Белое Озеро): 55 км.

## Население
| 2002 | 2009 | 2010 |
| ---- | ---- | ---- |
| 61   | ↗62  | ↘52  |

### Национальный состав
Согласно переписи 2002 года, преобладающие национальности — русские (41 %), башкиры (31 %).

## Известные уроженцы
- Вахрушев, Георгий Васильевич (1894—1966) — советский учёный-геолог. Доктор геолого-минералогических наук.